# Cymopterus gilmanii
Cymopterus gilmanii là một loài thực vật có hoa trong họ Hoa tán. Loài này được C.V.Morton mô tả khoa học đầu tiên năm 1935.

## Hình ảnh

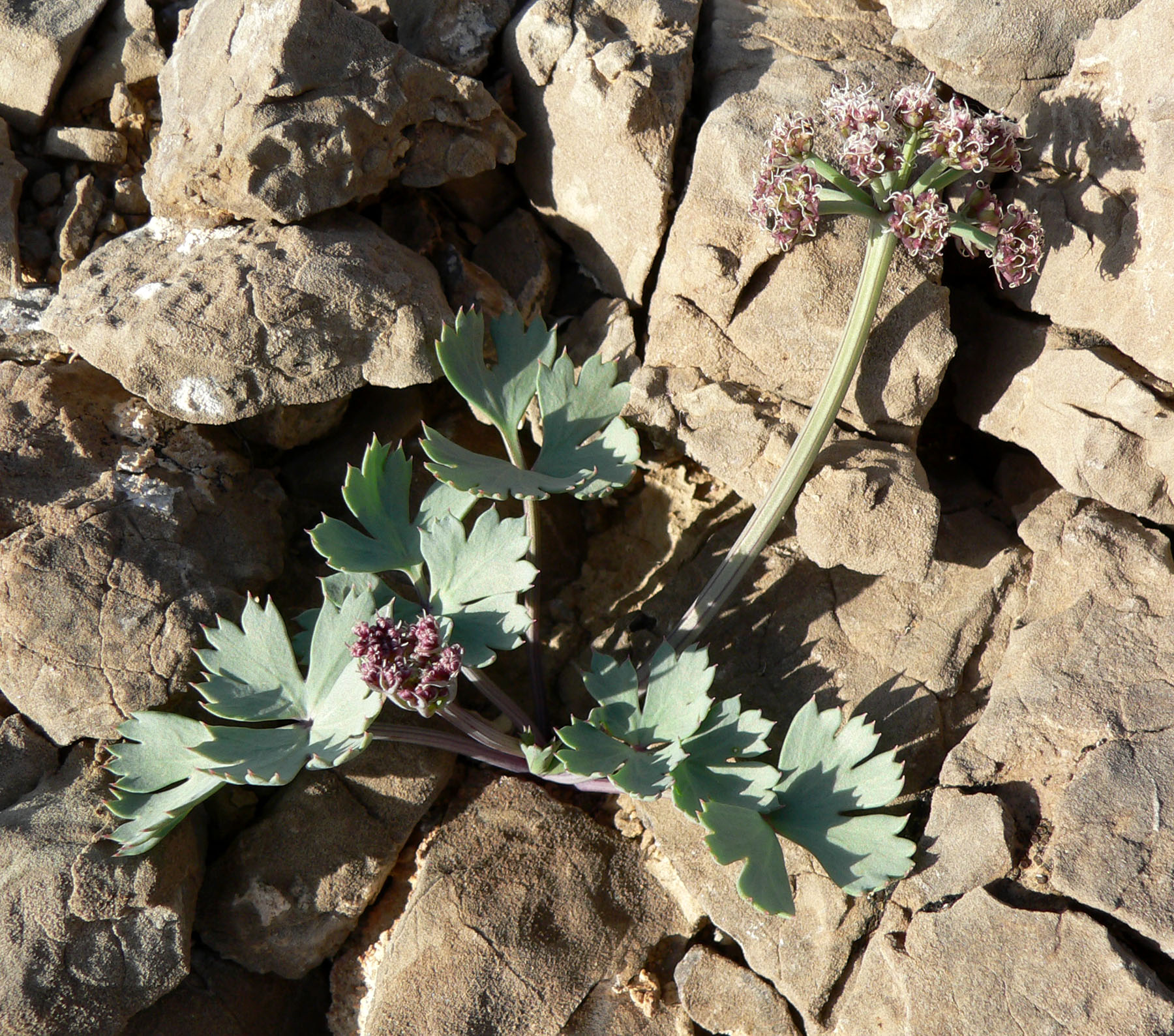
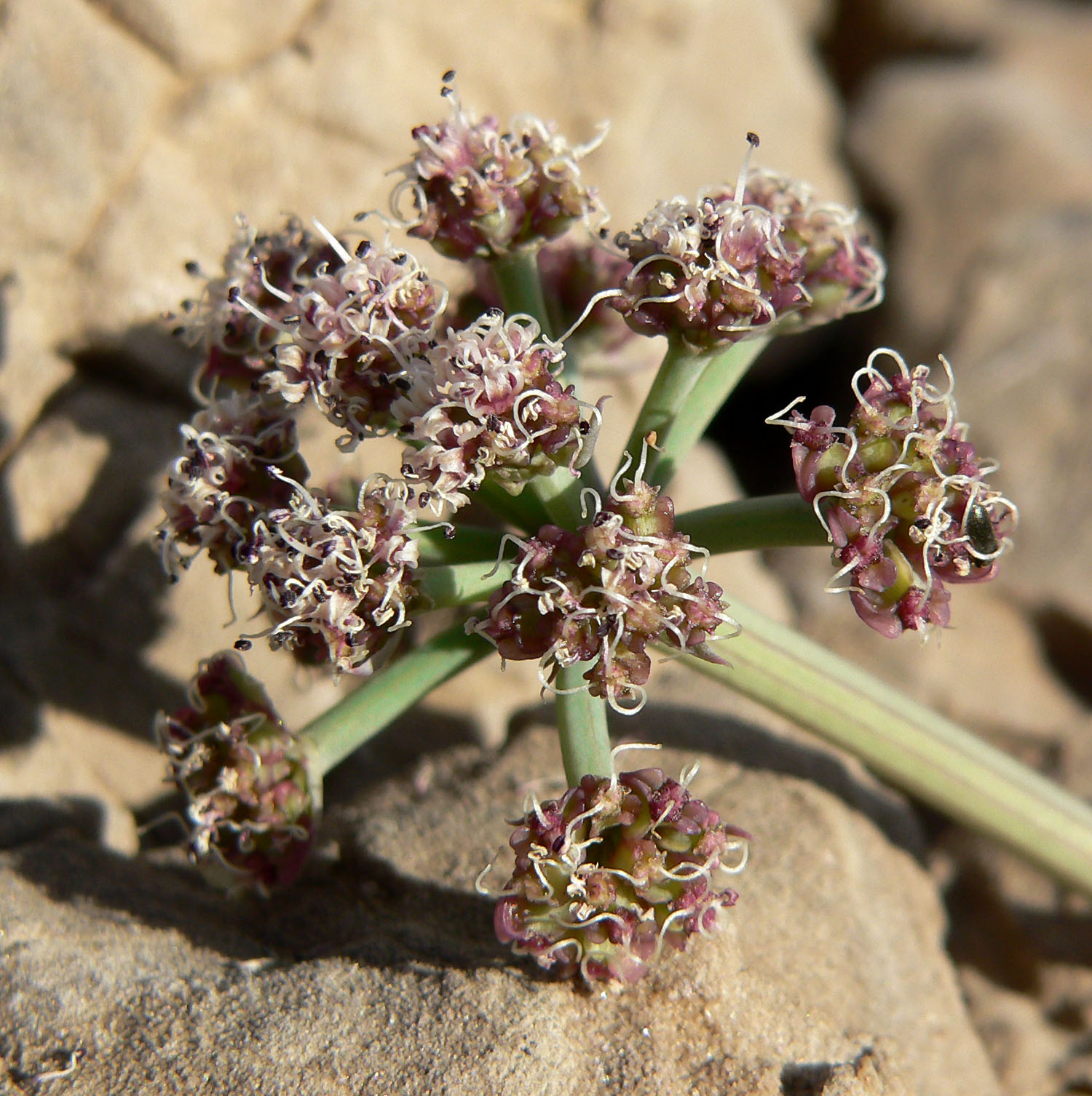
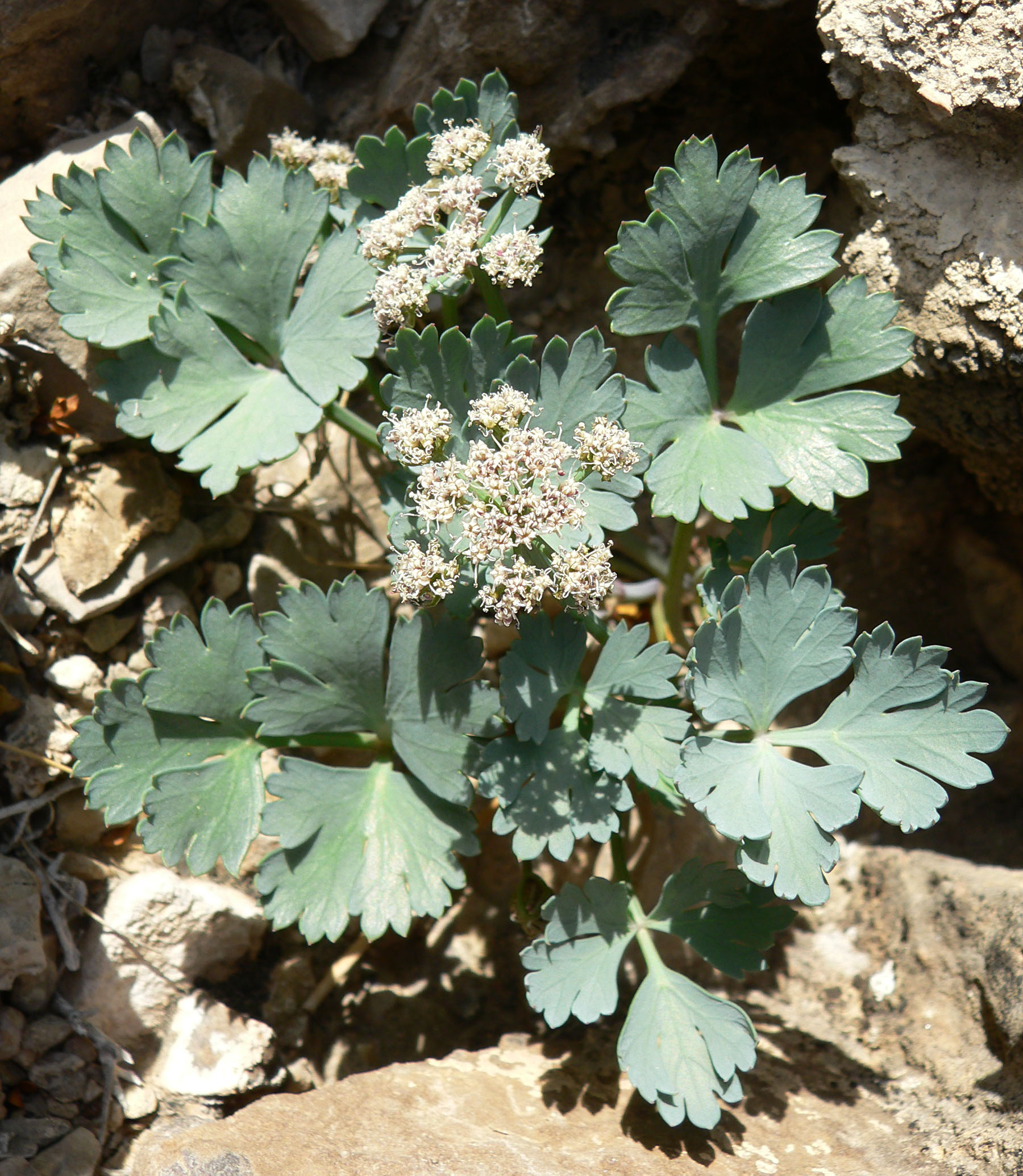
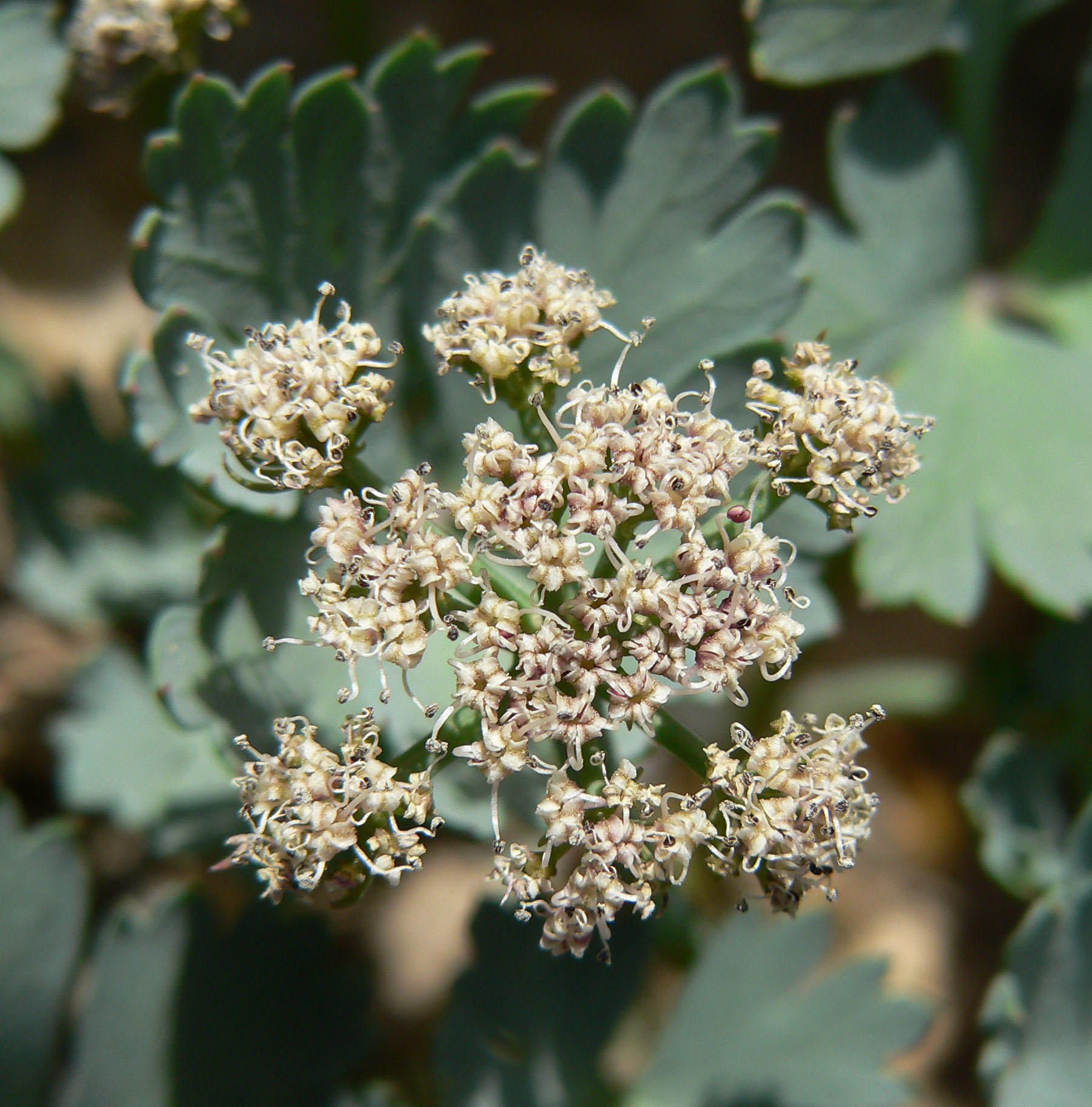